# Cixerri
Il Cixerri è un fiume a carattere torrentizio che scorre in Sardegna meridionale, attraversando la provincia del Sulcis Iglesiente e la città metropolitana di Cagliari.
Il suo corso è lungo circa 40 km.

## Percorso
Nasce sul monte Croccoriga a circa 300 m s.l.m., nel comune di Iglesias. Riceve da destra il rio de Bauliana, il  rio de su Casteddu e il  rio Salamida; da sinistra il  rio s'Arriali, il  rio Figu, il  rio s'Arrixeddu e il  rio Forresu.
Poco a valle di Siliqua lo sbarramento della diga di Genna is Abis ha creato un bacino per la regolamentazione delle acque e l'approvvigionamento per usi agricoli, civili e industriali. In seguito ad importanti e complessi lavori di bonifica le acque di questo fiume si versano direttamente nello stagno di Cagliari, mentre in precedenza era un affluente di destra del Flumini Mannu.

## Regime idrologico
Come tutti i corsi d'acqua scorrenti in  Sardegna, anche il Cixerri (seppur considerato fiume) ha un carattere fortemente torrentizio, con portate massime dell'ordine dei 100 m³/s (piene con tempo di ritorno di 100-200 anni) e minime veramente accentuate, con secche quasi complete nel corso alto; la situazione cambia dall'invaso del Cixerri, subito dopo il quale, il fiume presenta una portata più regolare.